# Грейндл, Леонард
Барон Леонард-Жан-Шарль Грейндл (фр. Léonard-Jean-Charles Greindl; 9 августа 1798, Брюссель — 24 февраля 1875, Иксель) — бельгийский военный деятель.

## Биография
Лейтенант нидерландской армии с 1825 года. В 1830 году примкнул к Бельгийской революции. В чине капитана аджюдан-майора по поручению Временного правительства вел переговоры с голландским гарнизоном цитадели Шарлеруа, капитулировавшим 5 сентября.
С 30 августа 1833 майор Генерального штаба, шеф 3-го отдела. Подполковник в 6-м полку (23.05.1837), полковник, командир того же полка (16.12.1841).
15 мая 1846 произведен в генерал-майоры, командовал 2-й, а с 23 августа 1847 1-й бригадой 4-й дивизии. 3 апреля 1848 временно назначен командовать территориальной дивизией, 2 мая 1849 снова получил 1-ю бригаду и командование в провинции Эно.
8 марта 1854 произведен в генерал-лейтенанты, командовал 1-й территориальной и пехотной дивизией. С 30 марта 1855 по 9 ноября 1857 был министром обороны Бельгии. 15 апреля 1859 переведен в резерв. В 1859—1863 годах командовал 2-й территориальной дивизией.
Жалованной грамотой от 16 декабря 1856 возведен в баронское достоинство.

## Награды
- Кавалер ордена Леопольда I (1834)
- Офицер ордена Леопольда I (1848)
- Командор ордена Леопольда I (1858)

Иностранные:
- Большой крест ордена Церингенского льва
- Орден Меджидие 1-й ст.
- Орден Красного орла 1-го класса
- Орден Белого орла
- Великий офицер Ависского ордена
- Рыцарь ордена Саксен-Эрнестинского дома

## Семья
Жена (1834): Элеонора Фулле (1799—1884)
Дети:
- барон Жюль (7.09.1835—30.07.1917), дипломат. Жена (1863): Алина Корреа Энрикес (1840—1922)
- барон Гюстав. Жена: Эмма Сакльё
- барон Шарль (1839—1918). Жена (30.03.1880): Флоренс Крид (1861—1907)
- баронесса Мари (1841—1910). Муж (4.01.1866): граф Шарль Вусте (1837—1922)